# 骆嘉
骆嘉（英語：Lukas Lockhart；1992年11月1日—），中国男子冰球运动员。司职中场。在加拿大本拿比出生。身高179cm，体重82kg，有华人血统。

## 经历
2007-2013赛季在北美顶级青年联赛WHL西雅图雷鸟队担任队长。2013-2017年加入不列颠哥伦比亚大学球队。2017-2018赛季正式加入昆仑鸿星。加入中華人民共和國国籍入选国家队。2022年在国家队出战4次。